# Вертекс шејдер
Вертекс шејдер (енгл. Vertex shader, VS - сенчење уз помоћ преломних тачки) је шејдер-програм, кога по правилу извршава графички процесор (ГПУ).

## Опширније
Вертекс шејдер је функција за обраду слике која се користи за додавање специјалних ефеката у тродимензионом окружењу. Ради тако што извршава математичке операције над графичким примитивима који чине објекте, било да им мењају координате, боју, осветљење итд.
Вертекс шејдери се програмирају у следећим програмским језицима: асемблер, Cg (C for Graphics), ГЛСЛ (OpenGL Shading Language) и ХЛСЛ (High Level Shader Language).